# أرتيم سميرنوف (تنس)
أرتيم سميرنوف (بالأوكرانية: Артем Смірнов) مواليد 2 فبراير 1988 في الجمهورية الأوكرانية السوفيتية الاشتراكية، هو لاعب كرة مضرب أوكراني ويحتل حالياً المرتبة رقم 258 (28 سبتمبر 2015) في تصنيف رابطة محترفي كرة المضرب. أعلى تصنيف له في الفردي كان المركز الـ 226 في سنة 2016، وتصنيفه الحالي هو 674 منذ 28 سبتمر 2020 أما أعلى تصنيف له في الزوجي فكان المركز الـ 159 في سنة 2010 . بينما ترتيبه الحالي هو 1527 منذ 28 سبتمبر عام 2020.

## وصلات خارجية
- أرتيم سميرنوف على موقع رابطة محترفي التنس (الإنجليزية)
- أرتيم سميرنوف على موقع الاتحاد الدولي لكرة المضرب (الإنجليزية)
- أرتيم سميرنوف على موقع كأس ديفيز (الإنجليزية)
- أرتيم سميرنوف على موقع خلاصة التنس.كوم (الإنجليزية)
- أرتيم سميرنوف على موقع إي إس بي إن.كوم (الإنجليزية)